# Boris Klabunde
Boris Klabunde (* 1978 in Kassel, Deutschland) ist ein deutscher Gitarrist, Sänger und Songwriter.

## Biographie
Im Herbst 2000 zog Klabunde nach Berlin, wo er in den folgenden Jahren die, mit Hilfe eines Vierspurrekorders, selbstproduzierten Alben Blackwater Clock (2001) und Mirror Microphone (2002) herausbrachte. Daneben bestritt er zusammen mit Clark Nova erste Solokonzerte in Singer-Songwriter-Manier. „Etwas Folk, ein bisschen Bossa Nova und gar Einflüsse der französischen Romantik. Klabunde spielt im besten Sinne von Hand gemachte Musik“ lauteten die ersten Kritiken.
Mit dem dritten Album The Big Goodbye (2004) folgte die erste Studioproduktion und die erste Zusammenarbeit mit Produzent Carsten Ernst. Musikalisch nach wie vor schlicht instrumentiert, doch nun mit Abstand zur LoFi-Produktionsweise der Vorgängeralben, etablierte sich Klabunde in der Berliner Singer-Songwriter-Szene. Die Intro schrieb über ihn: „Der junge Herr Klabunde aus Berlin sieht sich ganz in der Folk- und Songwritertradition von Nick Drake und Bob Dylan, was freilich nicht als Korsett oder Messlatte gemeint ist. Ergo gibt es dezent bis spartanisch arrangierte Akustiknummern: "Tomorrow Knows (I'm Doing Fine)" besticht durch ein traumhaft-schönes Cello, das die Intimität seiner angenehm erzählenden Stimme eindrucksvoll unterstützt“. Der Veröffentlichung folgten ausgiebige Touren quer durch die Republik (u. a. Hamburg, Bremen, Dresden, Leipzig, Frankfurt, Mainz, Ulm.) und 2005 die Arbeit am nächsten Album, für das Klabunde die Solopfade verließ.
Das kunstvoll mit Streichern arrangierte Indie-Folk Album Pale Blossoms (2007) spielte Klabunde mit einer neunköpfigen Band ein, was von der Zuhörerschaft und Kritikern gleichermaßen positiv aufgenommen wurde: „Folkiger Filigran-Pop, wunderbar arrangiert mit Streichern und allem, was das akustische Instrumentarium hergibt. Wir stellen Klabunde erstmal unter Beobachtung.“ // „Für sein neues Album "Pale Blossoms" tut Klabunde einfach mal so, als säßen auf seinem Sofa Folk, Country, ein strammes Popbewusstsein und sogar etwas Soul herum, und er tut das sehr geschickt, mit den Gitarren und den Streicherarrangements bei den elf Stücken dieses Albums.“ Auch live tourte Klabunde nun erstmals mit Band und spielte 2007/08 rund 90 Konzerte in Deutschland, Österreich und der Schweiz.
Im Frühjahr 2008 arbeitete Klabunde bereits an neuem Songmaterial, entschied sich jedoch eine musikalische Pause einzulegen und das Studium der Musik- und Medienwissenschaft fortzuführen. Von den bis dahin unveröffentlichten Aufnahmen spielte er zusammen mit Martin Tetzlaff Ende 2008 den Song Paper Planes ein, welcher im Frühjahr 2009 auf Bernhard Eders Compilation My Melancholy Friends erschien.
Mit der Veröffentlichung der Single Flightline beendete Klabunde im Frühjahr 2013 offiziell seine Pause und ist seitdem auch live wieder häufiger zu sehen.

## Diskographie
- 2024 – Penguin Suit (Single)
- 2023 – Tomorrow Knows (EP)
- 2022 – Right Button (Single)
- 2014 – Across The River (Single)
- 2013 – Flightline (Single)
- 2009 – Paper Planes (Single)
- 2007 – Pale Blossoms (Album)
- 2006 – Desabrigado (Single)
- 2004 – The Big Goodbye (Album)
- 2004 – Live on 4-Track (EP)
- 2002 – Mirror Microphone (Album)
- 2002 – Airport 47 (EP)
- 2001 – Blackwater Clock (Album)